# دايفيد كيلوغ
دايفيد كيلوغ (بالإنجليزية: David Kellogg)‏ هو منتج أفلام وكاتب سيناريو ومخرج أمريكي، ولد في 1954 في الولايات المتحدة.

## وصلات خارجية
- دايفيد كيلوغ على موقع IMDb (الإنجليزية)
- دايفيد كيلوغ على موقع ألو سيني (الفرنسية)
- دايفيد كيلوغ على موقع ميوزك برينز (الإنجليزية)
- دايفيد كيلوغ على موقع أول موفي (الإنجليزية)
- دايفيد كيلوغ على موقع قاعدة بيانات الأفلام السويدية (السويدية)
- دايفيد كيلوغ على موقع قاعدة بيانات الفيلم (الإنجليزية)
- دايفيد كيلوغ على موقع كينوبويسك (الروسية)